# Karl Heinrich von Metternich-Winneburg
Karl Heinrich von Metternich-Winneburg (Coblenza, 15 luglio 1622 – Aschaffenburg, 26 settembre 1679) fu dal 9 gennaio al 28 settembre 1679 principe-arcivescovo di Magonza e, dal 30 gennaio 1679, vescovo di Worms. Alla sua morte venne sepolto nella cattedrale di Magonza.

## Biografia
Karl Heinrich proveniva dalla nobile casa dei Metternich-Winneburg. Dal 1664 al 1666 fu Rettore dell'Università di Magonza. Durante il suo periodo di episcopato presso le due diocesi, chiamò presso di sé il "Welschnonnen", un gruppo di agostiniane che proveniva dal Lussemburgo, per migliorare la pubblica educazione di Magonza. Le monache arrivarono ad ogni modo solo dopo la sua morte. A Magonza, le agostiniane, decisero comunque di stabilirsi ed edificarono un monastero che includeva anche una chiesa.